# ساكن امرقشان (لودر)

تعديل مصدري - تعديل

ساكن امرقشان هي إحدى قرى عزلة زارة بمديرية لودر التابعة لمحافظة أبين، بلغ تعداد سكانها 40 نسمة حسب تعداد اليمن لعام 2004.